# うまれる (2010年の映画)
『うまれる』は、2010年11月6日に公開されたドキュメンタリー映画。

## 内容
妊娠、出産、育児をテーマに、命の尊さや自分自身の原点、家族の絆、人とのつながり、生きることを考えるドキュメンタリー映画になっている。また、出演している夫婦は実在する一般の夫婦である。
ナレーションには、4児の父であり、芸能界を代表する「イクメン」（育児をするパパ）である俳優のつるの剛士が担当している。

## スタッフ
- 企画・監督・撮影：豪田トモ
- プロデューサー：牛山朋子
- バースコーディネーター：大葉ナナコ
- 撮影監督：中谷宏道
- 構成：上村直人
- 音楽：古田秘馬
- タイトルロゴ・WEBデザイン：溝田明
- CGプロデューサー：井筒亮
- CGディレクター：吉川高徳
- デザイナー：一柳彩乃
- テクニカルアドバイザー：井手広法
- プロダクション・マネージャー：米田典子
- アドバイザリーボード
  - 安藤哲也
  - 池上文尋
  - 池川明
  - 海野由紀子
  - 大島陽子
  - 岡井崇
  - 神田昌典
  - 木田義之
  - 永井正敏
  - 別所哲也
  - 本城慎之介
  - 和田達哉
- ナレーション：つるの剛士
- 主題歌「オメデトウ feat．KOHEI JAPAN」つるの剛士

## 関連商品
- 書籍「えらんでうまれてきたよ 胎内記憶が教えてくれること」池川明/豪田トモ著
- 書籍「うまれる 〜かけがえのない あなたへ〜」豪田トモ著（帯につるののコメントを掲載）
- CD「映画「うまれる」サウンドトラック」